# Guillaume-Georges-Frédéric d'Orange-Nassau
Guillaume-Georges-Frédéric d'Orange-Nassau, né le 15 février 1774 à La Haye et mort le 6 janvier 1799 à Padoue, est un prince et général hollandais. Il est parfois connu sous le nom du prince Frédéric d'Orange-Nassau.

## Famille
Guillaume-Georges-Frédéric d'Orange-Nassau est le dernier fils du Stathouder Guillaume V d'Orange-Nassau et de sa femme Wilhelmine de Prusse. Il est donc le frère de Guillaume Ier des Pays-Bas et le neveu du roi Frédéric-Guillaume II de Prusse.

## Prince d'Orange-Nassau
Le Prince Frédéric sert dans l'armée des États généraux des Provinces-Unies pendant les guerres de la Première Coalition.

## Au service du Saint-Empire
Après l'invasion des Provinces-Unies par l'armée française, la famille d'Orange-Nassau se réfugie au Royaume-Uni. Passé ensuite au service de la Maison de Habsbourg-Lorraine, il combat en Allemagne puis en Italie.
Jamais complètement guéri d'une blessure reçu à la bataille de Menin, il meurt à Padoue dans la nuit du 5 au 6 janvier 1799 âgé de 24 ans.